# Chaumont-en-Vexin
Chaumont-en-Vexin – miejscowość i gmina we Francji, w regionie Hauts-de-France, w departamencie Oise.
Według danych na rok 1990 gminę zamieszkiwało 2965 osób, a gęstość zaludnienia wynosiła 160 osób/km² (wśród 2293 gmin Pikardii Chaumont-en-Vexin plasuje się na 75. miejscu pod względem liczby ludności, natomiast pod względem powierzchni na miejscu 108).